# كارمين توما
كارمين توما هي منافسة ألعاب القوى رومانية، ولدت في 28 مارس 1989.

## وصلات خارجية
- كارمين توما على موقع الاتحاد الدولي لألعاب القوى (الإنجليزية)